# Sixtus Armin Thon

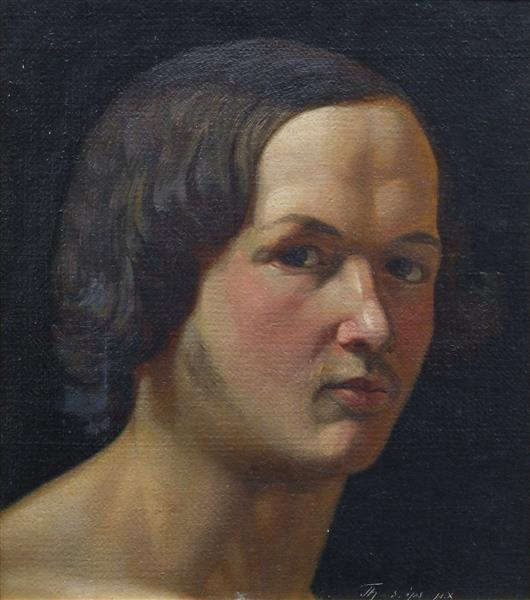
Selbstporträt, 1837

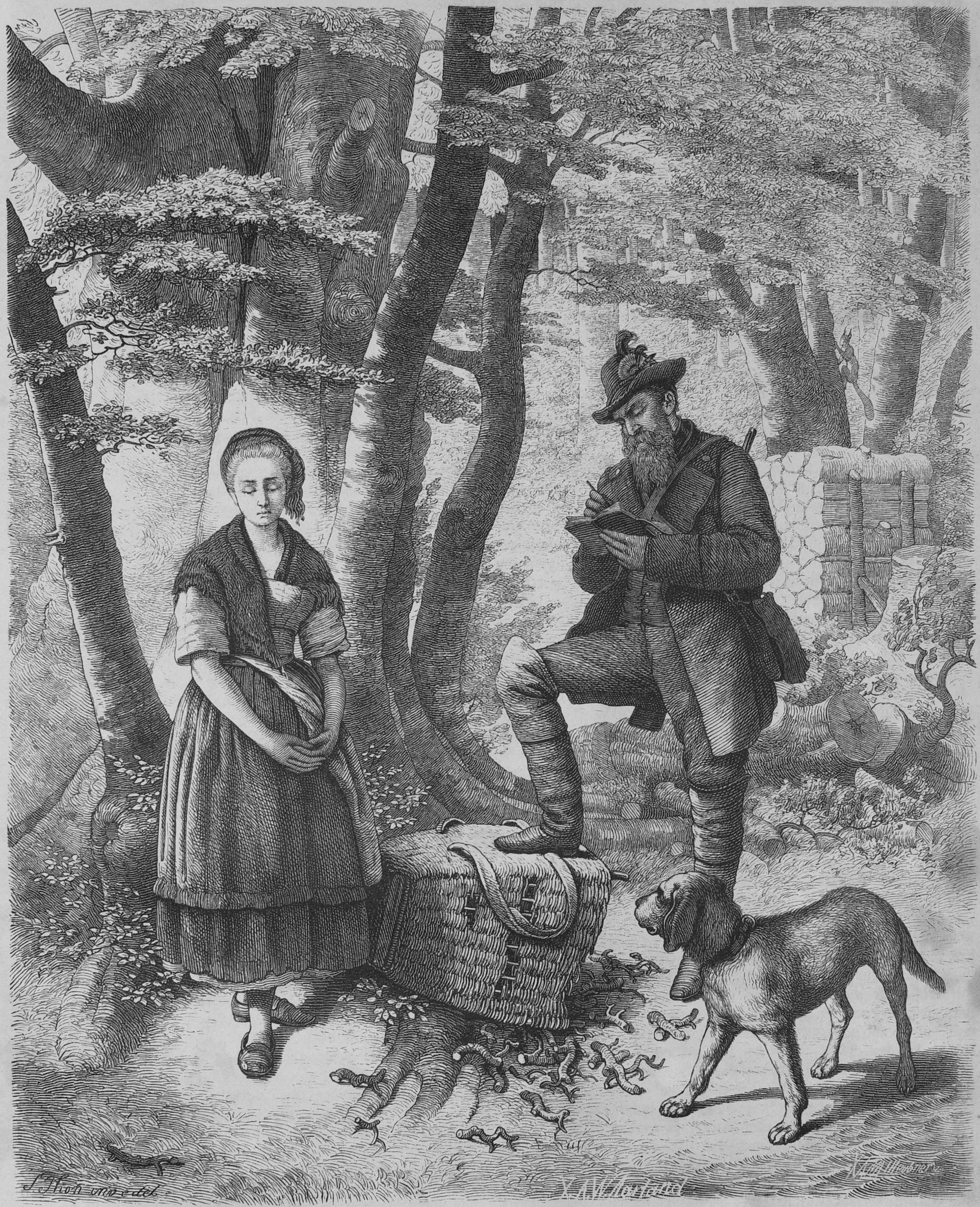
Die Waldbuße, in Die Gartenlaube 1866

Sixtus Armin Thon (* 10. November 1817 in Eisenach, Thüringen; † 26. September 1901 in Weimar, Thüringen) war ein deutscher Maler, Radierer sowie Lithograph und Fotograf.

## Leben
Der aus Eisenach stammende Sixtus Armin Thon, Sohn des Mineralogen, Naturforschers sowie Kupferstechers Theodor Thon (1792–1838), begann 1837 ein Studium der Malerei an der Kunstakademie in Leipzig, das er anschließend bei Friedrich Preller dem Älteren an der Fürstlichen freien Zeichenschule in Weimar fortsetzte, mit dem er Studienreisen in den Thüringer Wald, nach Norwegen sowie in die Niederlande unternahm. Er war seit 1861 Lehrer an der Freien Mal- und Zeichenschule in Weimar.
In den 1850er Jahren betrieb Thon nebenbei ein Atelier für Fotografie; neben Adelbert Schenk gehörte er damit zu den Pionieren der frühen Fotografie in Weimar. Ein Jahr vor ihm eröffnete Adelbert Schenk 1851 sein Atelier in Weimar.
Nachdem Thon seine Ausbildung in Antwerpen abgeschlossen hatte, war er seit 1861 als Lehrer an der Großherzoglich-Sächsischen Kunstschule in Weimar eingesetzt, zusätzlich unterrichtete er später auch am dortigen Sophienstift. Sixtus Armin Thon trat insbesondere als Genre- sowie Landschaftsmaler hervor, machte sich aber auch als Radierer sowie Lithograph einen Namen. Er starb 1901 knapp vor Vollendung seines 84. Lebensjahres in Weimar.
Bilder von ihm befinden sich u. a. in den Städtischen Sammlungen Braunschweig.
Thons Grab befindet sich auf dem Historischen Friedhof Weimar.